# NGC 7032
NGC 7032 is een spiraalvormig sterrenstelsel in het sterrenbeeld Pauw. Het hemelobject werd op 20 juli 1835 ontdekt door de Britse astronoom John Herschel.

## Synoniemen
- ESO 74-26
- IRAS 21109-6829
- PGC 66427